# Reichards wever
De Reichards wever (Ploceus reichardi) is een zangvogel uit de familie Ploceidae (wevers en verwanten).

## Verspreiding en leefgebied
Deze soort is endemisch in de moerassen van zuidwestelijk Tanzania en Zambia.